# Attagenus grandjeani
Attagenus grandjeani là một loài bọ cánh cứng trong họ Dermestidae. Loài này được Pic miêu tả khoa học năm 1942.